# منطقة بارنالا
بَرْنَالَة (بالهندستانية: ضلع برنالہ) رمزها «BNL» ، هو تقسيم إداري لدولة الهند تتبع ولاية بنجاب، مركزها هو مدينة برنالة عدد سكانها حسب تعداد سنة 2001 هو، مساحتها 1423 كم²، تم إنشاء المقاطعة في 19 نوفمبر 2006.

## التقسيم الإداري والسكان

### التقسيم الإداري
تنقسم المقاطعة لـ 2 تحصيل (بالهندية: तहसील) (برنالا، تابا)، تنقسم بدورها لـ 3 تسيمات فرعية (برنالا، محال كالان، سيهنا) وتضم إجمالاً 148 قرية.

### السكان
| السنة | السكان (التعداد) | التغيير |
| ----- | ---------------- | ------- |
| 1951  | 188،189          |         |
| 1961  | 242،368          | 2.56٪ + |
| 1971  | 292،463          | 1.90٪ + |
| 1981  | 362،663          | 2.17٪ + |
| 1991  | 440772           | 1.97٪ + |
| 2001  | 526،931          | 1.80٪ + |
| 2011  | 595،527          | 1.23٪ + |

يبلغ عدد سكان مقاطعة باربالا حسب التعداد الهندي 2011 نحو 595،527 نسمة، ما يجعل ترتيبها ال527 بين مقاطعات الهند، تبلغ الكثافة السكانية 419 نسمة/ كم٢، بلغ معدل النمو السكاني بين 2001-2011 13.16٪،نسبة الجنس نحو 876 أنثى لكل 1000 ذكر، معدل معرفة القراءة والكتابة 68.9٪.

#### الدين
| الدين في مقاطعة ناربالا (تعداد 2011) | الدين في مقاطعة ناربالا (تعداد 2011) | الدين في مقاطعة ناربالا (تعداد 2011) | الدين في مقاطعة ناربالا (تعداد 2011) | الدين في مقاطعة ناربالا (تعداد 2011) |
| ------------------------------------ | ------------------------------------ | ------------------------------------ | ------------------------------------ | ------------------------------------ |
| الديانة                              | الديانة                              |                                      | النسبة                               | النسبة                               |
| السيخية                              | السيخية                              |                                      | 78.54%                               | 78.54%                               |
| الهندوسية                            | الهندوسية                            |                                      | 18.95%                               | 18.95%                               |
| الإسلام                              | الإسلام                              |                                      | 2.20%                                | 2.20%                                |
| ديانات أخرى أو لم يذكر               | ديانات أخرى أو لم يذكر               |                                      | 0.30%                                | 0.30%                                |

#### اللغة
حسب تداد 2011، كان 95.14٪ يتحدثون البنجابية و4.30٪ يتحثون الهندية كلغة أولى.

## المسؤولون (نواب المفوضين)[9]
| الاسم                 | الفترة                        |
| --------------------- | ----------------------------- |
| سورجيت سينغ ديلون     | 19 نوفمبر 2006-14 مارس 2007   |
| VK Ohri               | 14 مارس 2007-27 أغسطس 2007    |
| R.L Mehta             | 27 أغسطس 2007-16 يونيو 2009   |
| د. هاركيش سينغ سيدو   | 16 يونيو 2009-14 ديسمبر 2009  |
| أرشديب سينغ ثيند      | 14 ديسمبر 2009-6 أبريل 2011   |
| بارمجيت سينغ          | 6 أبريل 2011-28 ديسمبر 2011   |
| VN Zade               | 29 ديسمبر 2011 - 30 مارس 2012 |
| سمت كافيتا سينغ       | 4 أبريل 2012-5 نوفمبر 2012    |
| كومار راهول           | 6 نوفمبر 2012-30 ديسمبر 2012  |
| د. إندو مالهوترا      | 31 ديسمبر 2012-30 سبتمبر 2013 |
| جورلوفلين سينغ سيدهو  | 30 سبتمبر 2013-8 فبراير 2016  |
| بوبيندر سينغ          | 8 فبراير 2016-6 يناير 2017    |
| A.P.S Virk            | 6 يناير 2017-17 مارس 2017     |
| غنشيام ثوري           | 31 مارس 2017-19 مارس 2018     |
| دارام بال جوبتا       | 19 مارس 2018-14 فبراير 2019   |
| تيج بارتاب سينغ فولكا | 14 فبراير 2019-4 أكتوبر 2021  |
| كومار سوراب راج       | 5 أكتوبر 2021-1 أبريل 2022    |
| د. هاريش نايار        | 1 أبريل 2022-29 نوفمبر 2022   |
| بونامديب كور          | 29 نوفمبر 2022-الآن           |